# Pandanus spiralis
Espèce
Pandanus spiralis est un buisson ou un arbuste pouvant mesurer jusqu'à 10 m de haut originaire du nord de l'Australie. Pandanus spiralis pousse dans le Queensland, le Territoire du Nord et l'extrême nord de l'Australie-Occidentale. La plante se rencontre principalement le long des cours d'eau ou dans les régions côtières et les dunes. Il porte de longues feuilles épineuses arrangées en spirale. Du fait de ses feuilles pointues, diverses espèces d'oiseaux se réfugient dans son branchage.

## Liste des variétés
Selon Catalogue of Life (20 mai 2013) :
- variété Pandanus spiralis var. convexus
- variété Pandanus spiralis var. flammeus
- variété Pandanus spiralis var. multimammillatus
- variété Pandanus spiralis var. spiralis
- variété Pandanus spiralis var. thermalis

Selon World Checklist of Selected Plant Families (WCSP) (20 mai 2013) :
- variété Pandanus spiralis var. convexus (H.St.John) B.C.Stone (1978)
- variété Pandanus spiralis var. flammeus B.C.Stone (1978)
- variété Pandanus spiralis var. multimammillatus B.C.Stone (1978)
- variété Pandanus spiralis var. spiralis
- variété Pandanus spiralis var. thermalis (H.St.John) B.C.Stone (1978)

Selon Tropicos (20 mai 2013) (Attention liste brute contenant possiblement des synonymes) :
- variété Pandanus spiralis var. convexus (H. St. John) B.C. Stone
- variété Pandanus spiralis var. flammeus B.C. Stone
- variété Pandanus spiralis var. multimammillatus B.C. Stone
- variété Pandanus spiralis var. spiralis
- variété Pandanus spiralis var. thermalis (H. St. John) B.C. Stone